# Paul Vlaanderen
Paul Vlaanderen is een Nederlandstalige hoorspelserie, gebaseerd op Paul Temple van de Engelse schrijver Francis Durbridge (1912-1998).

## Paul Temple
Paul Temple is een fictieve privédetective en schrijver van misdaadverhalen. Samen met zijn vrouw, de journaliste Steve Trent, lost hij misdrijven op. Soms worden ze bijgestaan door een inspecteur van Scotland Yard, de strenge maar sympathieke sir Graham Forbes. De whodunit-verhalen, met relatief weinig actie, kenmerken zich door subtiele, humoristische dialogen. Temple blijft altijd een heer en de enige krachtterm die hij zich ooit veroorlooft is "By Timothy!". Kenmerkend voor de verhaaltechniek van Durbridge is dat in iedere aflevering van een serie één der personages verdacht wordt. De naam van de echte moordenaar wordt dan in de laatste radioaflevering ontsluierd. Durbridge bedacht vaak pas in dat stadium wie hij als dader aanwees. Doordat hij dus alle opties bewust openhield, was het voor de radioluisteraars onmogelijk de ontknoping door eigen denkwerk te voorspellen.
De eerste serie, Send for Paul Temple, werd in 1938 uitgezonden door de BBC. Naast ongeveer 30 hoorspelseries verscheen het detectiveverhaal ook in boeken, in verfilmingen, op de televisie en als stripverhaal.

## Stripreeks
Vanaf november 1951 verscheen Paul Temple als dagstrip in de krant London Evening News. Francis Durbridge stond zelf in voor de scenario's en de tekeningen waren van Alfred Sindall. In 1954 werd Sindall vervangen door Bill Bailey en vervolgens door John McNamara. De strip werd stopgezet in mei 1971. De strip werd ook in Frankrijk gepubliceerd door de krant Paris-Jours in de jaren 60.

## Nederland
In Nederland werden de Paul Temple-series onder de titel Paul Vlaanderen dertig jaar lang geproduceerd en uitgezonden door de AVRO-radio, voor het eerst in 1939. De meeste spelen zijn niet bewaard gebleven. AVRO-directeur Willem Vogt heeft de naam Paul Vlaanderen bedacht. Vlaanderen zou de naam van de tuinman van Vogt of de jongste bediende van de AVRO zijn geweest. Steve Trent kreeg de naam Ina. De spelleiding was tot 1959 in handen van Kommer Kleijn en daarna van Dick van Putten. De muziek van de serie werd - tot zijn dood in 1950 - verzorgd door Koos van de Griend, die als componist verbonden was aan de afdeling Luisterspelen van de Nederlandse Radio Unie.
De vertaling werd in de meeste gevallen gemaakt door Johan Bennik ("Johan ben ik"), een pseudoniem van de acteur Jan van Ees, die ook de titelrol vertolkte. Paul Vlaanderens vrouw Ina werd gespeeld door Eva Janssen. Haar "Oh, Paul...!" en zijn "Ina, kindje" werden gevleugelde uitdrukkingen. Een andere bekende medewerker was de hoorspelacteur en latere radionieuwslezer Donald de Marcas, die Vlaanderens hulpje Charlie speelde. Deze maakte de kreet "okidoki" populair.
Paul Vlaanderen en het media-mysterie werd ter gelegenheid van het 75-jarig bestaan van de AVRO geschreven door de Nederlandse schrijver Tomas Ross. In juni 2004 werd de aflevering Paul Vlaanderen en Ina opnieuw opgenomen onder regie van Marlies Cordia. Dit was een project van VISIO in samenwerking met het Nederlands Instituut voor Beeld en Geluid. In 2011 maakte Bruun Kuijt de theatervoorstelling Paul Vlaanderen en het mysterie van de verzonnen dood.

## Overzicht van de in Nederland uitgezonden hoorspelen.
- Spreek met Vlaanderen en het komt in orde (febr 1939)
- Paul Vlaanderen en de mannen van de frontpagina (mei 1939)
- Paul Vlaanderen en het Z4-mysterie (apr 1940)
- Paul Vlaanderen en het Rex-mysterie (febr 1946)
- Haal Paul Vlaanderen er weer bij (okt 1946)
- Paul Vlaanderen contra de markies (apr 1947)
- Paul Vlaanderen wordt onthaald (aug 1947)
- Paul Vlaanderen en het Gregory-mysterie (nov 1947)
- Paul Vlaanderen en Ina (okt 1948)
- Paul Vlaanderen grijpt in (febr 1949)
- Paul Vlaanderen en het Sullivan-mysterie (nov 1949)
- Paul Vlaanderen en het Carson-mysterie (okt 1950)
- Paul Vlaanderen en het Madison-mysterie (jan 1951)
- Paul Vlaanderen en het Van Dyke-mysterie (sept 1951)
- Paul Vlaanderen en het Jonathan-mysterie (jan 1953)
- Paul Vlaanderen en het Gilbert-mysterie (sept 1954)
- Paul Vlaanderen en het Lawrence-mysterie (sept 1956), alleen deel 7 bewaard gebleven
- Paul Vlaanderen en het Spencer-mysterie (jan 1958)
- Paul en Ina Vlaanderen Incognito (sept 1959)
- Paul Vlaanderen en het Conrad-mysterie (sept 1959), bewaard gebleven
- Paul Vlaanderen en het Margo-mysterie (sept 1962), bewaard gebleven
- Paul Vlaanderen en het Milbourne-mysterie (jan 1966), bewaard gebleven
- Paul Vlaanderen en het Alex-mysterie (jan 1969), bewaard gebleven
- Paul Vlaanderen en het media-mysterie (apr 1998), geen origineel Durbridge-verhaal
- Paul Vlaanderen en het mysterie van de verzonnen dood, voor toneel (feb 2011), geen origineel Durbridge-verhaal
- Paul Vlaanderen en het Tijdmysterie (feb 2011), geen origineel Durbridge-verhaal